# Trest smrti na Nauru
Trest smrti na Nauru byl používán před získáním nezávislosti do roku 1968. Oficiálně byl trest smrti zrušen 12. května 2016 s přijetím zákona o zločinech (Crimes Act 2016), ale ani před tím nebyl trest smrti v zemi uplatňován.

## Mezinárodní úmluvy
Nauru zatím nepřijalo Druhý opční protokol Mezinárodního paktu o občanských a politických právech. V prosinci 2012 hlasovalo Nauru na Valném shromáždění Organizace spojených národů pro rezoluci o moratoriu na použití trestu smrti. Nauru nebylo přítomno hlasování na Valném shromáždění OSN o moratoriu na trest smrti v prosinci 2014. Přestože Nauru trest smrti zrušilo, hlasovalo v roce 2018 proti rezoluci OSN o moratoriu na trest smrti.